# The Unchastened Woman
The Unchastened Woman é um filme de drama mudo americano de 1925 estrelado pela vampira Theda Bara, dirigido por James Young, o ex-marido de Clara Kimball Young, e lançado pelo estúdio Chadwick Pictures. O filme é baseado em uma peça da Broadway de 1915, The Unchastened Woman, estrelada por Emily Stevens.

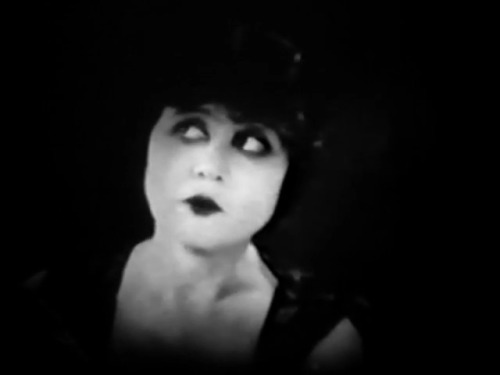
Theda Bara em The Unchastened Woman.

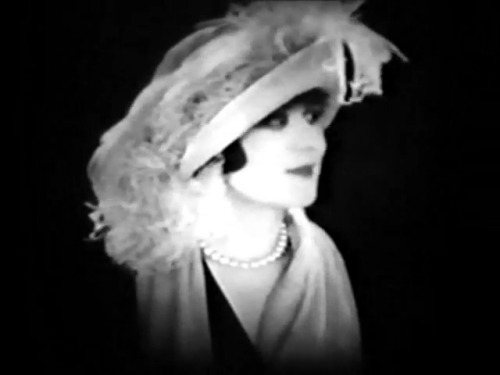
Theda Bara em The Unchastened Woman.

Este foi o filme de "retorno" de Bara e como acabou sua aparição final no longa-metragem, é um de seus poucos filmes sobreviventes. A peça também foi filmada em 1918 com Grace Valentine.

## Elenco
- Theda Bara como Caroline Knollys
- Wyndham Standing como Hubert Knollys
- Dale Fuller como Hildegarde Sanbury
- John Miljan como Lawrence Sanbury
- Harry Northrup como Michael Krellin
- Eileen Percy como Emily Madden
- Mayme Kelso como Susan Ambie
- Dot Farley
- Kate Price
- Eric Mayne
- Frederick Ko Vert
- Tetsu Komai

## Status de preservação
É um dos unicos filmes existentes de Theda bara, este filme está preservado na Academy Film Archive.